# Arremon crassirostris
Arremon crassirostris е вид птица от семейство Овесаркови (Emberizidae).

## Разпространение
Видът е разпространен в Колумбия, Коста Рика и Панама.